# Kambs
Kambs este o comună din landul Mecklenburg-Pomerania Inferioară, Germania.